# Kristalbad (Enschede-Hengelo)
Het Kristalbad is een waterbergings-, waterzuiverings- en recreatiegebied op de grens van de gemeenten Hengelo en Enschede.

## Ligging
Het Kristalbad ligt op de grens van de gemeenten Enschede en Hengelo, ten noorden van het Twentekanaal en ten zuiden van de Hengelosestraat/Enschedesestraat. De spoorlijn Zutphen - Glanerbrug doorsnijdt het gebied.
Het gebied is genoemd naar het vroeger hier dichtbijgelegen zwembad van die naam, tegenwoordig Camping de Zwaaikom. In tegenstelling tot wat de naam doet vermoeden, biedt het nieuwe Kristalbad geen zwemgelegenheid.

## Watermachine
Het gebied ligt in de stroom van de Elsbeek, die het effluent van de rioolwaterzuivering in Enschede afvoert. De watermachine zuivert het water van de rioolwaterzuivering na.
Het gebied bestaat uit drie secties.
Door middel van schuiven worden elk van deze secties achtereenvolgens 4 uur gevuld met water, stromen ze in 4 uur weer leeg en staan ze 4 uur droog.
De secties zijn ondiep en moeten op natuurlijke wijze begroeien. De begroeiing zal het effluent dan nazuiveren zodat de Elsbeek meer zuurstof bevat.
Bij hoge waterafvoeren kan het gebied als waterberging dienen, waardoor er geen enorme hoeveelheden effluent direct via de Omloopleiding op het Twentekanaal geloosd worden of dat er problemen met overstromingen van de Berflobeek in Hengelo ontstaan. 